# البطولات الفرنسية 1933 (كرة مضرب)
قائمة بالبطولات الفرنسية لعام 1933 (و المعروفة الآن باسم دورة رولان غاروس) :

## الكبار

### فردي رجال
جيك كراوفورد هزم  هنري كوهيت، النتيجة:8-6 6-1 6-3

### فردي سيدات
مارغريت سكرايفن هزمت  سايمون ماثيو، النتيجة:6-2 4-6 6-4